# سحور (السفيرة)
سحور قرية سوريّة تتبع إداريّاً لمحافظة حلب منطقة السفيرة ناحية الحاجب، بلغ تعداد سكانها (267) نسمة حسب التعداد السكاني لعام 2004.